# Dagayang
Dagayang est une localité du Cameroun située dans la commune de Moutourwa, le département du Mayo-Kani et la Région de l'Extrême-Nord, à 5,5 km à l'ouest de Midjivin, à proximité de la frontière avec le Tchad.

## Localisation
Dagayang est localisé à 10°11'5" Nord de latitude et 14°16'11" Est de longitude.